# Anoplodactylus dentimanus
Anoplodactylus dentimanus är en havsspindelart som beskrevs av Stock, J.H. 1979. Anoplodactylus dentimanus ingår i släktet Anoplodactylus och familjen Phoxichilidiidae. Inga underarter finns listade i Catalogue of Life.